# Vidin Apostolov
Vidin Apostolov (búlgar: Виден Апостолов)  (Novi Iskar, 17 d'octubre de 1941 - Plòvdiv, 13 de novembre de 2020) fou un futbolista búlgar de la dècada de 1960.
Fou 22 cops internacional amb la selecció búlgara amb la qual participà a la Copa del Món de Futbol de 1966.
Pel que fa a clubs, defensà els colors de Lokomotiv Sofia i Botev Plovdiv.